# Lino Tejada
Lino Tejada Rodríguez (Muiños, 7 de febrero de 1901 - Jaén, 20 de noviembre de 1940) fue un policía y político español, que destacó como delegado gubernativo en las negociaciones para poner fin a la concentración de guardias civiles en el Santuario de Nuestra Señora de la Cabeza y por ocupar interinamente el cargo de gobernador civil de Alicante al final de la guerra civil española.

## Biografía

### Orígenes familiares
Nacido en Muiños, provincia de Orense el 7 de febrero de 1901, Lino era el segundo hijo de los ocho que tuvieron Segunda Rodríguez Rodríguez y Javier Tejada Armada, matrimonio entroncado en una poderosa familia de terratenientesde la comarca de la Baja Limia enraizada en tiempos medievales, que fue empobreciendo a lo largo del primer tercio del siglo XX a causa de repartos de herencias, mala gestión y despilfarro de bienes.

### Formación y carrera en la policía
No hay noticias sobre la formación y estudios de Lino Tejada, pero en abril de 1924 eran suficientes para opositar a una plaza del Cuerpo de Vigilancia, antecedente del Cuerpo Nacional de Policía, organismo en el que ingresó el 1 de octubre de 1924. Ocupó destinos en Almería y desde 1926 en Orense por permuta de plaza. El 2 de diciembre de 1930 ascendió a agente de segunda y fue destinado de nuevo a la Comisaría de Vigilancia de Almería. En febrero de 1934 fue trasladado a la Comisaría de Vigilancia de Melilla.

### Trayectoria política
Toma de poder
En 1936 estaba destinado en Jaén y ejercía como secretario particular del gobernador civil. Al producirse el golpe de Estado de julio de 1936, Lino Tejada, junto al diputado socialista Alejandro Peris Caruana, se hicieron con el control del Gobierno Civil, tomando medidas u obligando a tomarlas al gobernador, a la sazón Luis Rius Zunón, acciones que a la postre contribuyeron en gran medida al fracaso del golpe en la provincia de Jaén.
Los «trenes de la muerte»
Un mes más tarde, participó en la organización del traslado de más de 550 presos, que estaban hacinados en la catedral de Jaén, a la cárcel de Alcalá de Henares, en las expediciones ferroviarias que luego se han conocido  como  «trenes de la muerte», que terminaron con los asesinatos de más de doscientos presos por milicianos anarquistas en las inmediaciones de Madrid. Lino Tejada llegó a ser inculpado de estos crímenes, a pesar de no haber intervenido en la masacre.
Delegado gubernativo en el conflicto del Santuario de Nuestra Señora de la Cabeza
Manuel Martín Galeano, sucesor de Ríos Zunón desde el 14 de agosto de 1936 como gobernador civil de la provincia,  designó a Lino Tejada delegado especial gubernativo para una misión de sondeo y contención del amotinamiento de guardias civiles concentrados en el Santuario de Nuestra Señora de la Cabeza que se estaba gestando. A partir de 9 de septiembre de 1936, Lino se personó en Andújar, realizando  numerosas actuaciones: inspecciones, diligencias informativas, entrevistas, redacción y envío de cartas, lanzamiento de octavillas, bombardeos del recinto y otras medidas tendentes a cumplimentar el encargo de Martín Galeano. Constatada la rebelión de los guardias civiles y la negativa a abandonar el Santuario, Lino Tejada dio por terminada su misión el 25 de septiembre, haciéndose cargo de las operaciones el comandante de la columna de Andalucía Juan Hernández Saravia.
Otras responsabilidades
En representación del Cuerpo de Investigación y Vigilancia, el 2 de septiembre de 1937 fue nombrado secretario de la Junta Provincial de Defensa Pasiva Contra Aeronaves de Jaén (DECA) en el mismo momento de su constitución. Este organismo, surgido en la primavera de 1937 ante la superioridad aérea del bando sublevado, estaba estructurado en comités provinciales y locales y encargado de todo lo relativo a la defensa aérea. Asimismo, fue el encargado de organizar el Servicio de Información Militar (SIM) en la provincia de Jaén, y algunas fuentes le atribuyen la jefatura y otras actividades dentro de la organización.
Alicante y el final de la guerra
Al nombrar a Ricardo Mella Serrano gobernador civil de Alicante en mayo de 1938, Lino Tejada continuó asumiendo su secretaría particular en el nuevo destino,como lo había venido haciendo hasta entonces en Jaén. Trasladado a Alicante, permaneció en el puesto hasta el 27 de febrero de 1939, fecha en la que Mella fue cesado por el ministro de la Gobernación, Paulino Gómez. Desde entonces, hasta el nombramiento de Manuel Rodríguez Martínez para el mismo cargo, ya por el Consejo Nacional de Defensa, presidido por el general Miaja, el 17 de marzo de 1939, Lino Tejada quedó encargado interinamente y sin nombramiento del Gobierno Civil de Alicante, un total de dieciocho días, inmerso en el caos del final de la guerra civil.
Final: detención, juicio, fusilamiento y sepultura
Precedido de pésima reputación entre la jerarquía franquista, que ya había decretado su baja definitiva en el escalafón del Cuerpo de Investigación y Vigilancia al comienzo de la guerra civil,y acusado de graves delitos, fue detenido por la policía el 6 de julio de 1939  en Madrid.Conducido preso a Jaén, ingresó en la Prisión Provincial el 16 de julio de 1939. Fue sometido a un proceso sumarísimo de urgencia y juzgado en consejo de guerra que lo condenó a pena de muerte, sentencia ejecutada por fusilamiento el 20 de septiembre de 1940 en la misma capital. Sus restos fueron sepultados en una fosa común del cementerio de san Eufrasio.

### Reconocimiento póstumo
Su nombre aparece en el monumento erigido en 2007 sobre una fosa del cementerio de san Eufrasio de Jaén en honor de las víctimas de la dictadura.

### Ideología  y vida personal
No hay constancia cierta de la filiación ideológica de Lino Tejada. Por vagas referencias familiares, parece que su pensamiento estuvo próximo al comunismo, al menos desde la proclamación de la Segunda República, a la que sirvió con lealtad, colaborando en puestos de confianza, tanto con miembros de Izquierda Republicana, como del Partido Socialista.
Desde 1926 estuvo casado con María Cristina Rodríguez Conde, cuñada de Miguel Leal de Ibarra, que era el jefe de la Comisaría de Vigilancia de Almería donde estaba destinado, con la que tuvo tres hijos, nacidos en Orense (1927), Mugueimes (ca. 1930) y Jaén (1938).  